# بيلي غودفري
بيلي غودفري (بالإنجليزية: Billie Godfrey)‏ هي مغنية بريطانية، ولدت في 1978.

## وصلات خارجية
- الموقع الرسمي